# Scalloway Castle

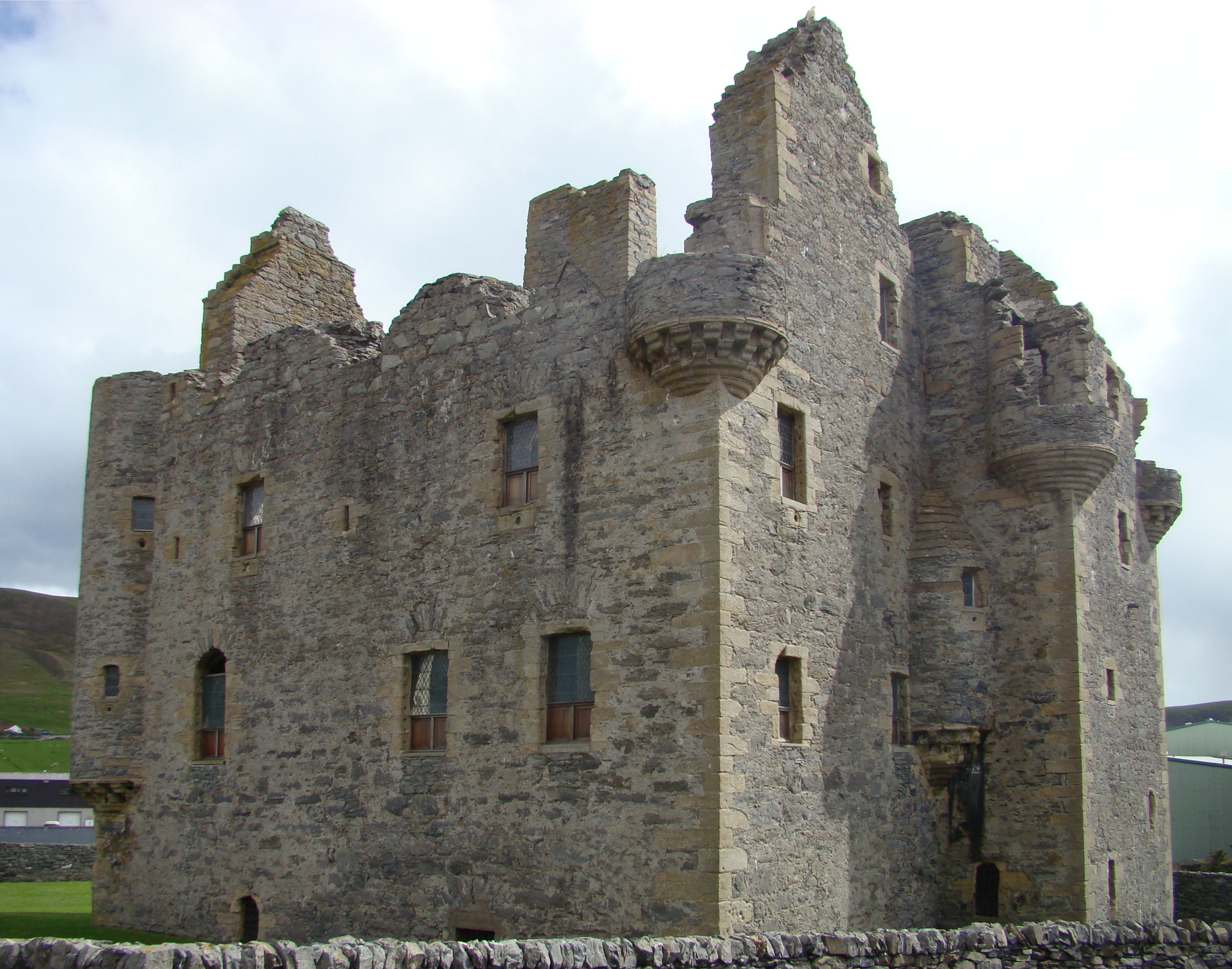
Scalloway Castle

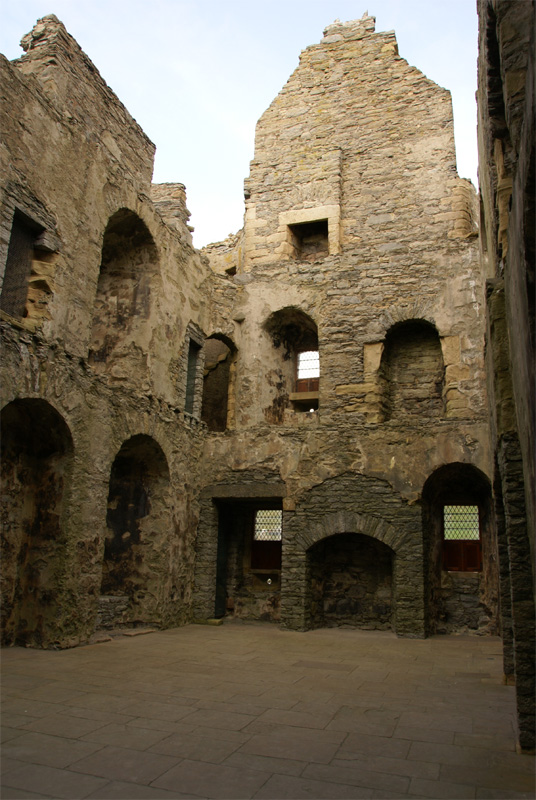
Innenraum von Scalloway Castle

Scalloway Castle ist die Ruine eines Tower House in der schottischen Ortschaft Scalloway auf der Shetlandinsel Mainland. Sie ist als Scheduled Monument denkmalgeschützt.

## Geschichte
Scalloway Castle wurde in den Jahren zwischen 1600 und 1607 für Patrick Stewart, 2. Earl of Orkney erbaut, einen Enkel Jakob V. Es sollte sein altes Herrenhaus in Sumburgh ersetzen. Für den Bau wurde Andrew Crawford verpflichtet, der auch unter anderem Muness Castle auf Unst errichtete, weshalb beide Bauwerke Ähnlichkeiten aufweisen. Stewart herrschte über die Inselgruppe wie ein König und war in der Bevölkerung unpopulär. 1615, nur wenige Jahre nach Vollendung von Scalloway Castle, wurde er in Edinburgh eingekerkert und verstarb. Nach Stewarts Tod wurde die Inseladministration in Scalloway Castle untergebracht. Des Weiteren diente es zeitweise als Unterkunft für Oliver Cromwells Truppen. Mit dem Umzug der shetländischen Hauptstadt nach Lerwick wurde Scalloway Castle aufgegeben. Die Steine der Außengebäude wurden weiterverwendet und das Hauptgebäude 1908 dem Staat überschrieben. Von den Außengebäuden sind heute oberflächlich keine Spuren mehr zu finden. Anhand archäologischer Daten konnte jedoch Grundmauern nördlich des Tower House lokalisiert werden.

## Beschreibung
Die Ruine befindet sich auf einer Landzunge am südöstlichen Ende von Scalloway gegenüber dem Hafen. Sie weist einen L-förmigen Grundriss auf und ist heute noch teilweise bis zur vollen Höhe von vier Stockwerken erhalten. Das Dach ist hingegen ebenso wie die Zwischenböden eingestürzt. Das Mauerwerk besteht aus Bruchstein, während die Fenster von Sandsteinblöcken von der Insel Eday eingefasst sind, die auch als Ecksteine an den Gebäudekanten verwendet wurden. Die Gebäudeecken sind mit Erkertürmen mit verzierten Kragsteinen bewehrt. Unterhalb der Ruine befindet sich ein Gewölbe, in dem einst Kellerräume und die Küche untergebracht waren.